# 제임스 브래드버리 주니어

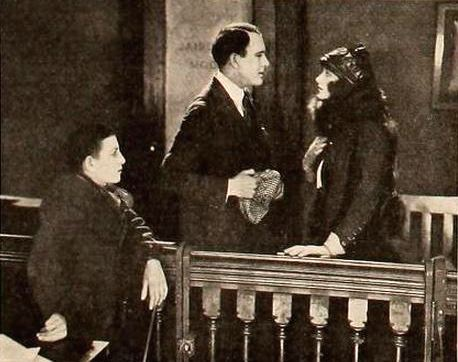

제임스 브래드버리 주니어(James Bradbury Jr., 1894년 10월 5일 ~ 1936년 1월 21일)는 미국의 배우이다.
뉴욕에서 태어났으며 로스앤젤레스에서 사망하였다.

## 영화
- 몽키 비지니스 (1931년)
- 로그 송 (1930년)
- 푸틴 온 더 리츠 (1930년)
- 알리바이 (1929년)
- 추억의 아리조나 (1929년)
- 플라잉 로미오스 (1928년)